# کنکوردیا (قراقروم)

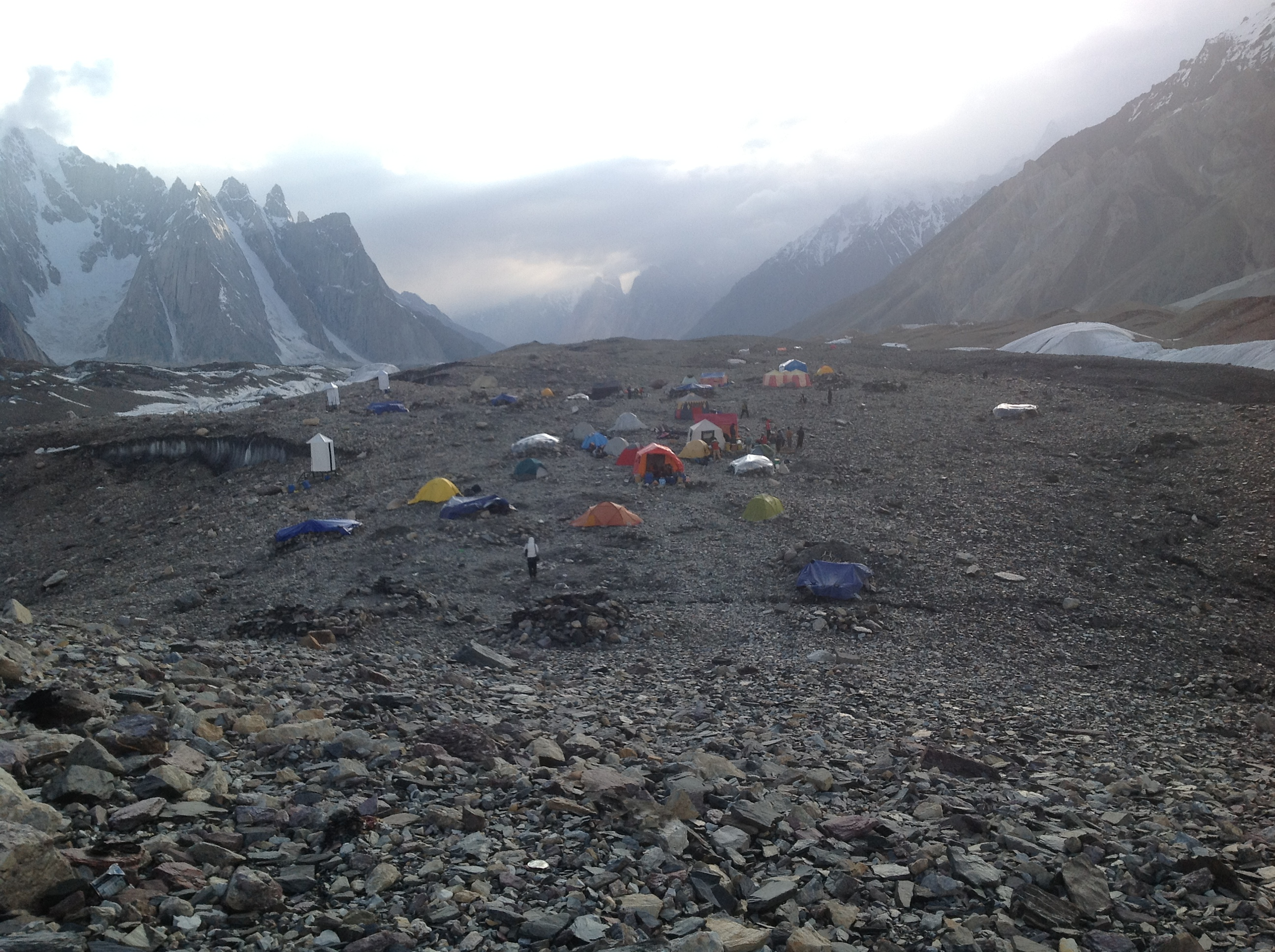
دید رو به غرب کنکوردیا

کنکوردیا (اردو: کونکورڈیا) به محل برخورد یخچال بزرگ بالتورو و یخچال گادوین-آستین در قلب کوه‌های قراقروم در منطقه بلتستان پاکستان گفته می‌شود.
این نام توسط کاوشگران اروپایی به دلیل شباهت آن با تلاقی یخچالی دیگری به نام کنکوردیا در کوهسارهای برن واقع در آلپ مرکزی بر روی این محل گذاشته شده‌است.
بسیاری از بلندترین قله‌های دنیا از جمله چهار قله از چهارده کوه هشت‌هزارمتری دنیا و تعدادی کوه‌های کم‌ارتفاع‌تر در پیرامون کنکوردیا جای دارند. کنکوردیا بهترین محل در آن منطقه برای اقامت دوست‌داران کوه که قصد صعود به قله‌ها را ندارند به‌شمار می‌رود و با داشتن مناظر دیدنی فاصله کمی تا کمپ‌های اصلی چندین قله مهم دارد؛ کی۲ (۵ تا ۶ ساعت)، برود پیک (۲ تا ۳ ساعت) و گاشربروم ۱ و ۲ (۷ تا ۸ ساعت). مسیری جایگزین در بازگشت از یخچال بالتورو از طریق گذر از گردنه گوندوگورو (۵۶۱۵ متر) نیز وجود دارد.

## پدیده‌های مهم
قله‌های نزدیک کنکوردیا:
- کی۲، دومین کوه دنیا با فرازای ۸٬۶۱۱ متر.
- گاشربروم ۱، یازدهمین کوه دنیا با فرازای ۸٬۰۸۰ متر.
- برود پیک، دوازدهمین کوه دنیا با فرازای ۸٬۰۴۷ متر.
- گاشربروم ۲، سیزدهمین کوه دنیا با فرازای ۸٬۰۳۵ متر.
- گاشربروم ۳، ۷٬۹۴۶ متر. (اغلب به عنوان قله فرعی گاشربروم ۲ شناخته می‌شود)
- گاشربروم ۴، هفدهمین کوه دنیا با فرازای ۷٬۹۳۲ متر.
- ماشربروم (K1)، بیست و دومین کوه دنیا با فرازای ۷٬۸۲۱ متر.
- چوگولیزا، سی و ششمین کوه دنیا با فرازای ۷٬۶۶۵ متر.
- موستاق تاور، ۷٬۲۷۳ متر.
- گنبد برفی، ۷٬۱۶۰ متر.
- بیارچدی، ۶٬۷۸۱ متر
- میتر پیک، ۶٬۰۱۰ متر.

## نگارخانه

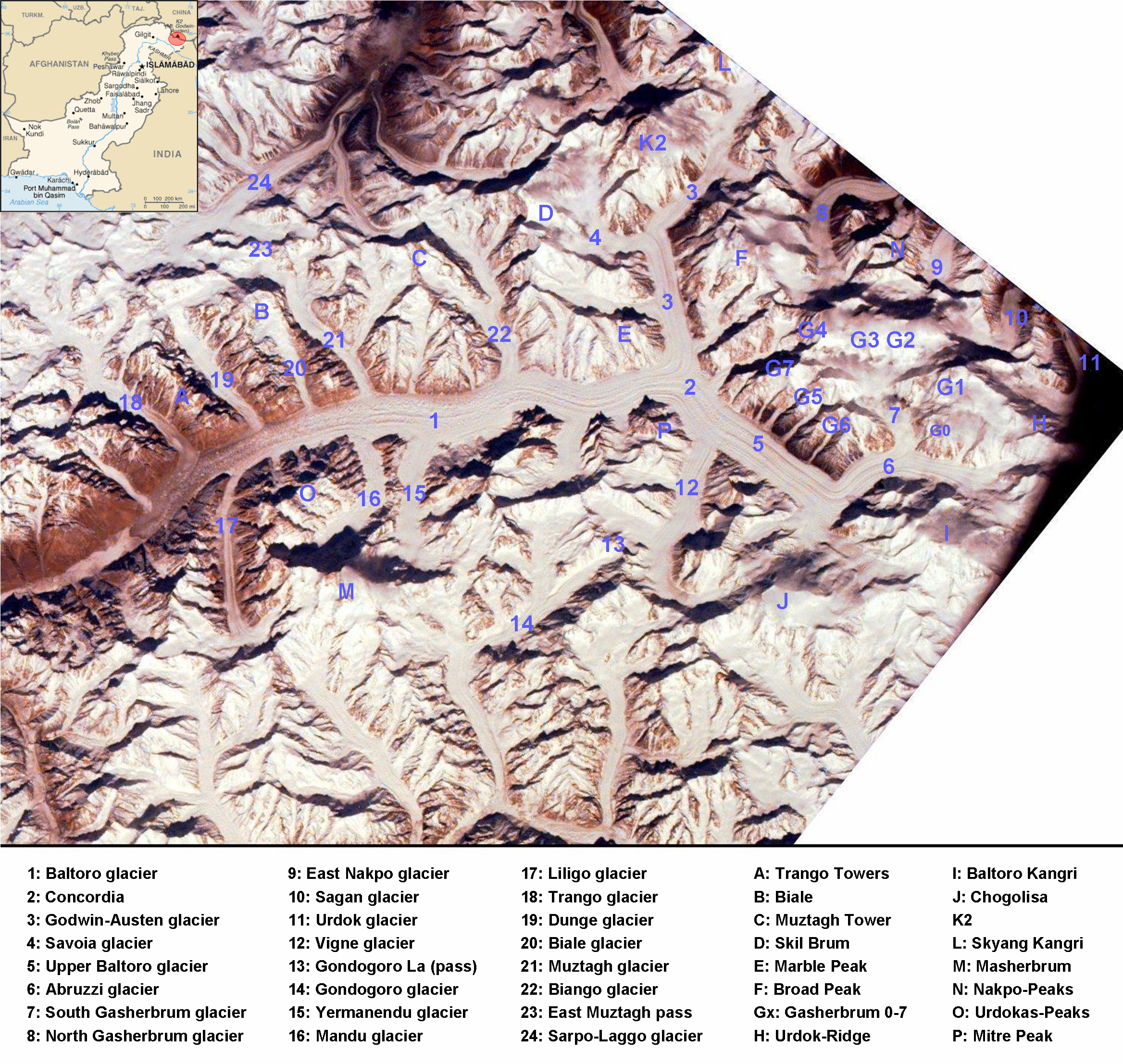
منطقه بالتورو از فضا (کنکوردیا با شماره ۲ مشخص شده‌است)
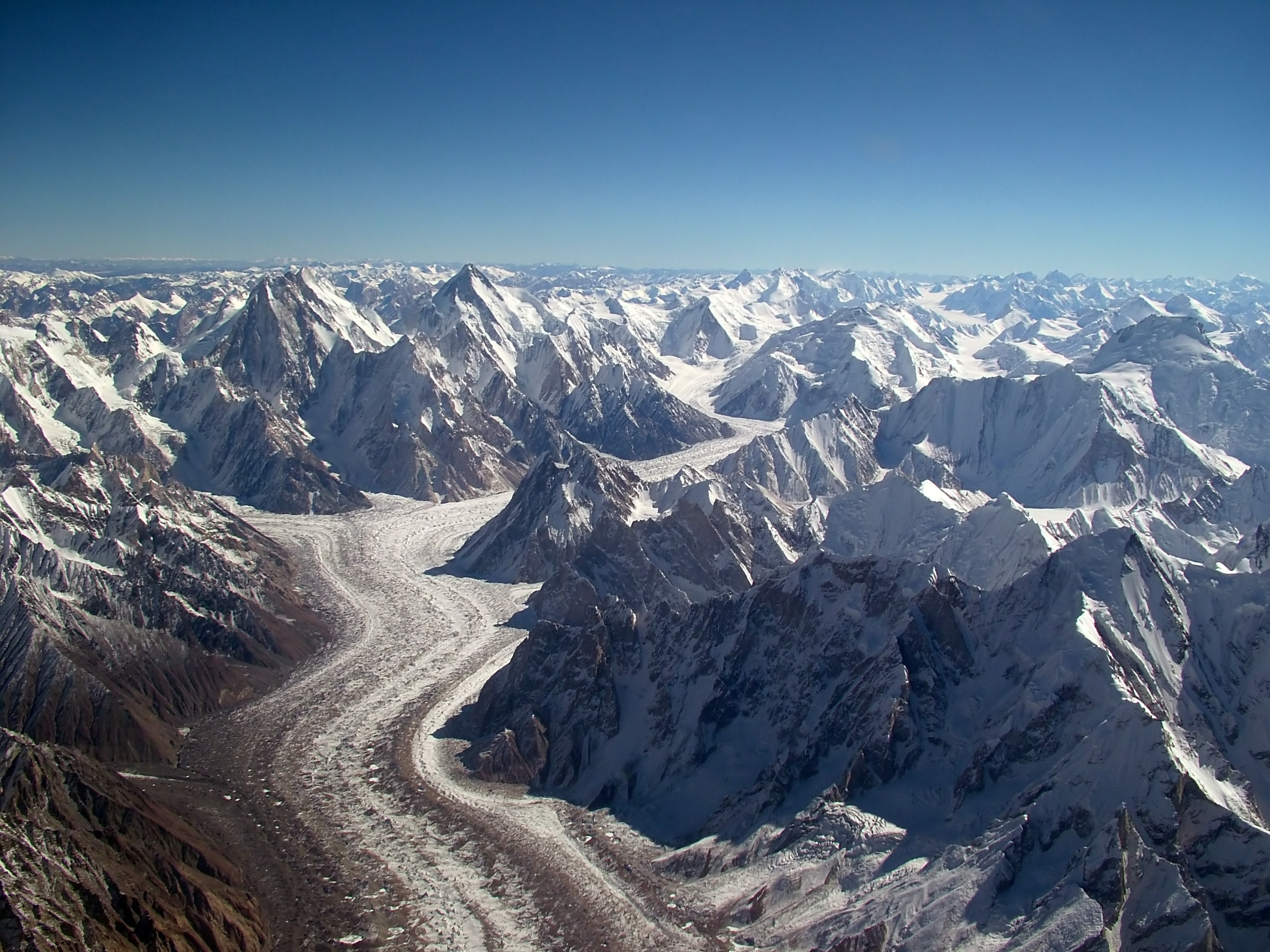
دسترسی به کنکوردیا معمولاً با عبور از یخچال بالتورو است.
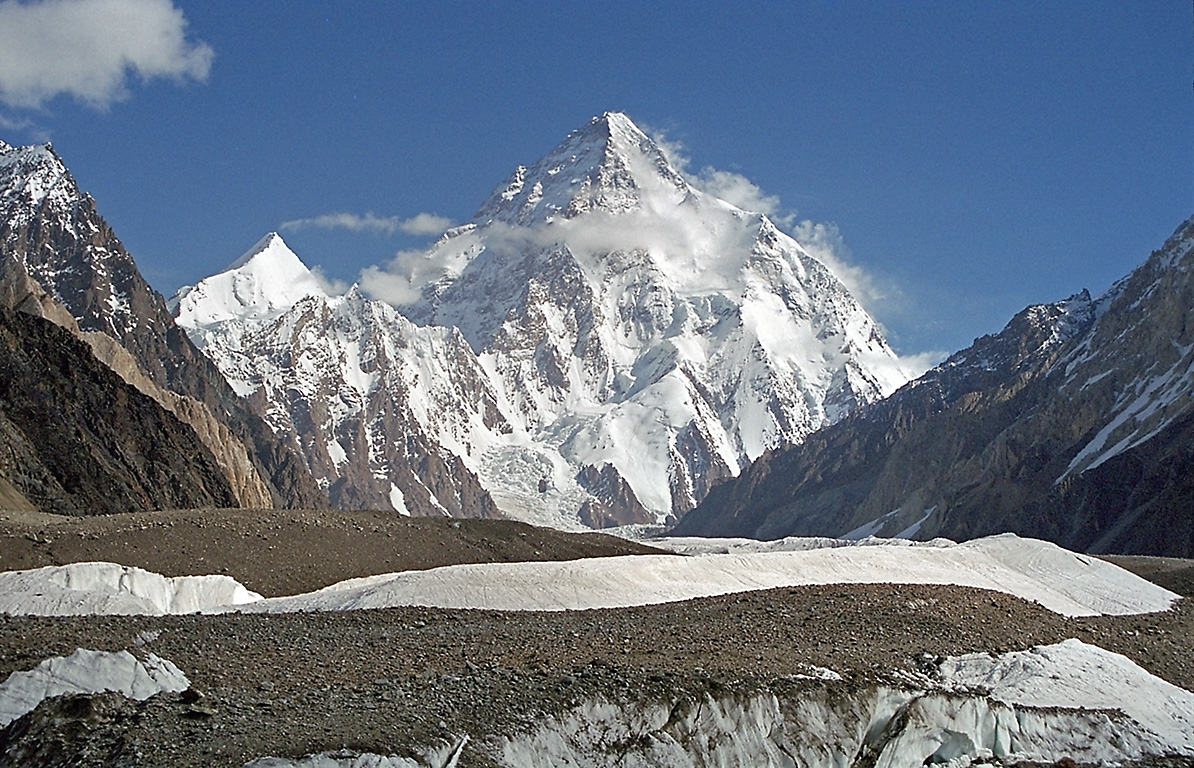
کی۲ (بالتورو موستاق، قراقروم مرکزی، پاکستان/چین)
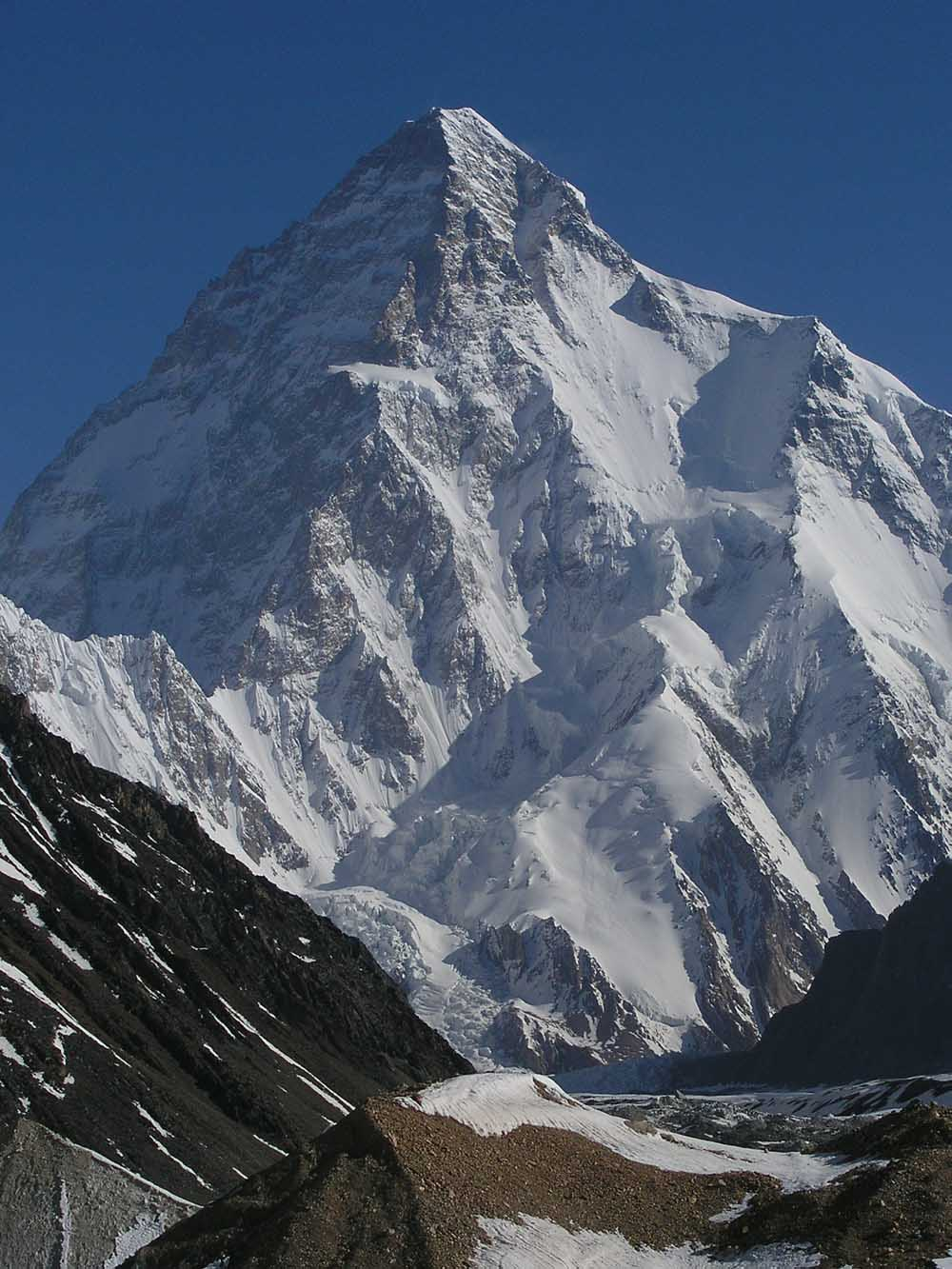
کی۲ (۸٬۶۱۱ متر)، پاکستان
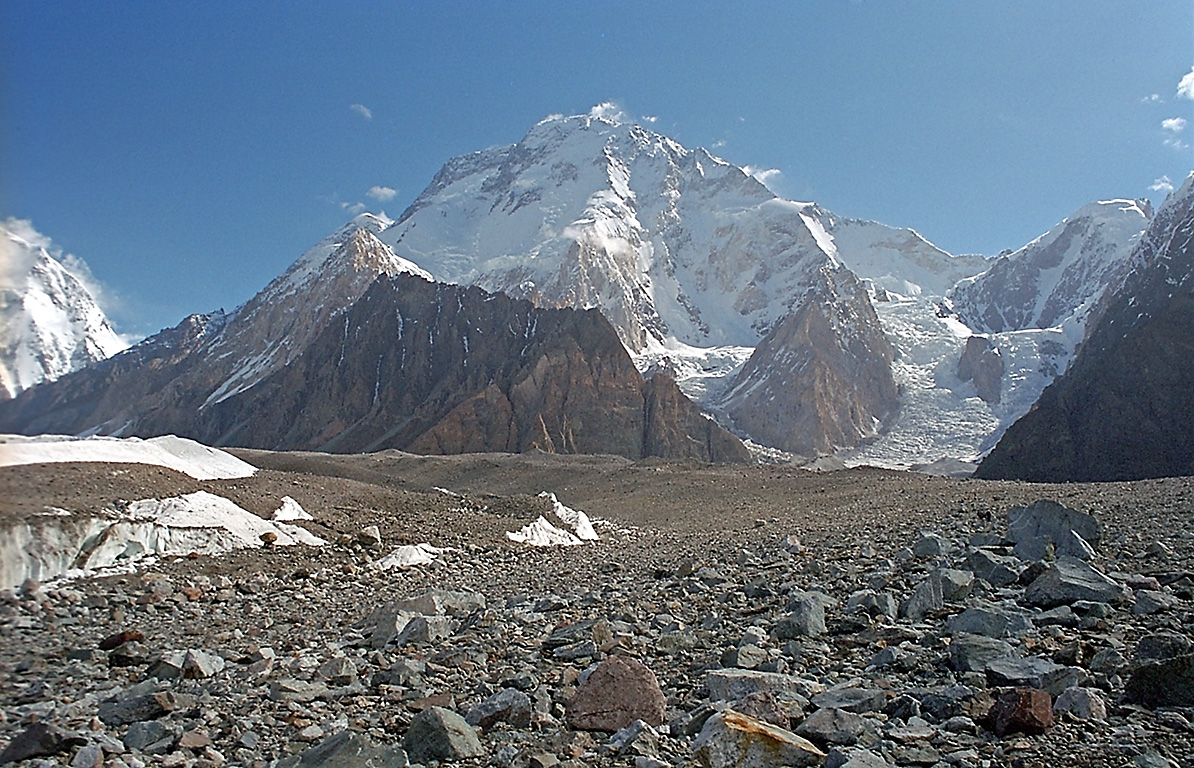
برود پیک (۸٬۰۴۷ متر) از کنکوردیا
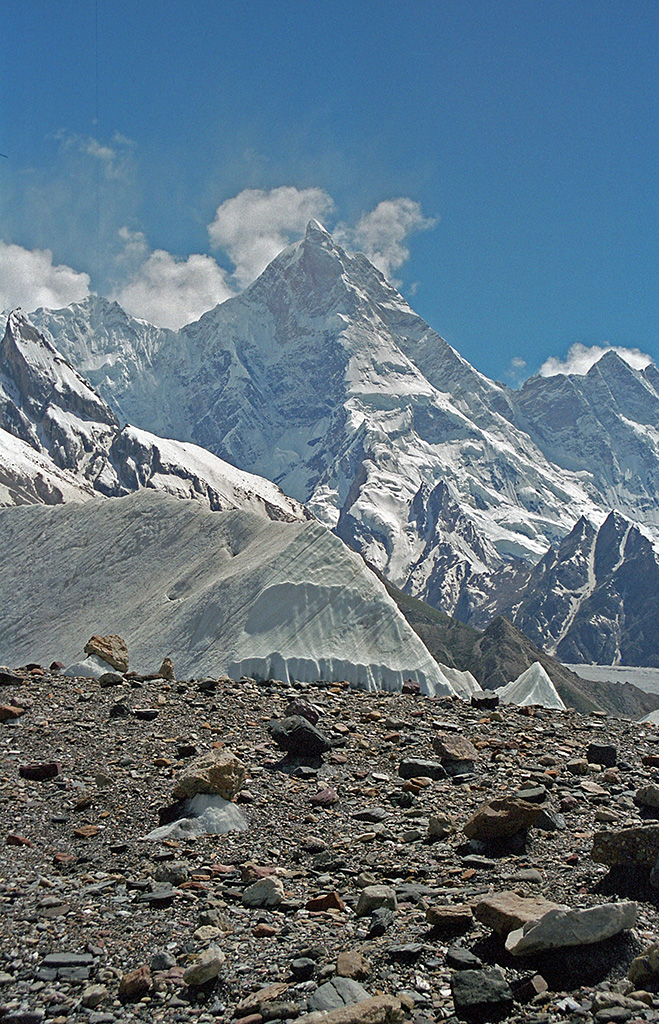
ماشربروم (۷٬۸۲۱ متر)، پاکستان
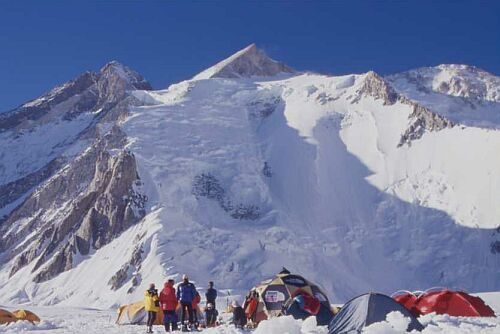
گاشربروم ۲ (۸٬۰۳۵ متر)، پاکستان
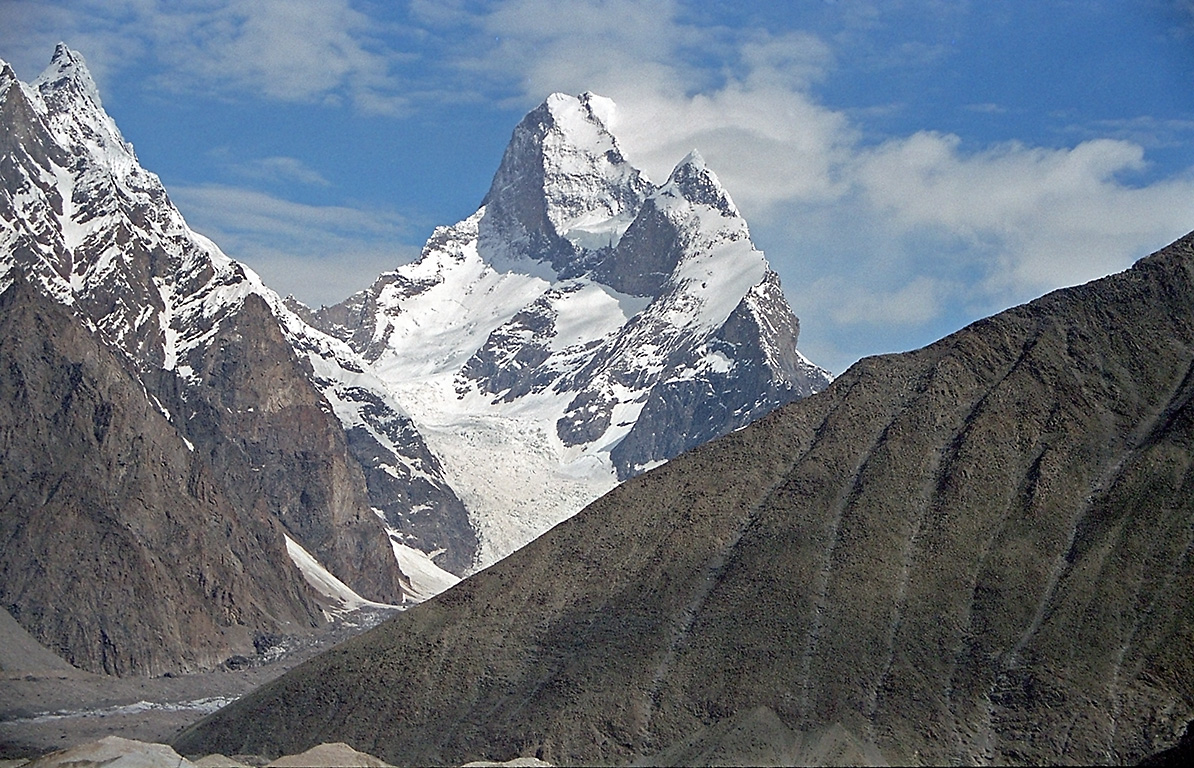
موستاق تاور (۷٬۲۷۳ متر)، پاکستان